# Месад
Месад (д/н — бл. 405 до н.е.) — співволодар Одриського царства в 410—405 роках до н. е.

## життєпис
Про батька Месада тривають дискусії: за одніми відомостями він був сином Спарадока, за іншими Севта I, сина Спарадока. З огляду на те, що достеменно відомо, що сином Месада був Севт II видається більш ймовірним, що Месад назвав сина честь власного батька, а небрата.
410 року до н. е. після смерті царя Севта I отримав частину Одриського царства, що межувала з грецькими колоніями на півночі Егейського моря. Дотримувався дружніх стосунків з Амадоком I, якого визнавав за верховного царя одрисів. Помер раптово близько 405 року до н. е. Опікуном його сина став Амадок I.